# Liste de films tournés dans le département du Doubs
Un certain nombre d'œuvres cinématographiques et télévisuelles ont été tournés dans le département du Doubs.
Voici une liste à compléter de films, téléfilms, feuilletons télévisés, films documentaires... tournés dans le département du Doubs, classés par commune et lieu de tournage et date de diffusion.
- Haut – A
- B
- C
- D
- E
- F
- G
- H
- I
- J
- K
- L
- M
- N
- O
- P
- Q
- R
- S
- T
- U
- V
- W
- X
- Y
- Z

## A
- Haut – A
- B
- C
- D
- E
- F
- G
- H
- I
- J
- K
- L
- M
- N
- O
- P
- Q
- R
- S
- T
- U
- V
- W
- X
- Y
- Z

- Arc-et-Senans
  - 1965 : Dom Juan ou le Festin de pierre de Marcel Bluwal[1]
  - 1960 : La Morte-Saison des amours de Pierre Kast[2]

- Arcier
  - 1982 : La Truite de Joseph Losey[3]

## B
- Haut – A
- B
- C
- D
- E
- F
- G
- H
- I
- J
- K
- L
- M
- N
- O
- P
- Q
- R
- S
- T
- U
- V
- W
- X
- Y
- Z

- Baume-les-Dames
  - 2001 : Confession dans un bain de Marc Gibaja[4]

- Besançon
  - 1981 : Les Filles de Grenoble de Joël Le Moign'
  - 1954 : La Chartreuse de Parme de Serge Korber
  - 1967 : Le Vieil Homme et l'Enfant de Claude Berri[5]
  - 1972 : Les Feux de la Chandeleur de Serge Korber
  - 1973 : Les Granges Brûlées de Jean Chapot[6]
  - 1982 : La Truite de Joseph Losey[3]
  - 1991 : La Neige et le Feu de Claude Pinoteau[7]
  - 1999 : Mille bornes d'Alain Beigel[8]
  - 2001 : Dix-sept rue Bleue de Chad Chenouga[9]
  - 2001 : Confession dans un bain de Marc Gibaja[4]
  - 2010 : Mes chères études d'Emmanuelle Bercot
  - 2014 : On a le temps d'Abdolreza Kahani
  - 2019 : Titre en cours de Karin Albou

- Boujailles
  - 1997 : Post coïtum, animal triste de Brigitte Roüan[10]

## C
- Haut – A
- B
- C
- D
- E
- F
- G
- H
- I
- J
- K
- L
- M
- N
- O
- P
- Q
- R
- S
- T
- U
- V
- W
- X
- Y
- Z

- Chaux-Neuve
  - 2002 : L'Adversaire de Nicole Garcia

## D
- Haut – A
- B
- C
- D
- E
- F
- G
- H
- I
- J
- K
- L
- M
- N
- O
- P
- Q
- R
- S
- T
- U
- V
- W
- X
- Y
- Z

- Haut-Doubs
  - 2002 : L'Adversaire de Nicole Garcia
  - 2014 : Elle l'adore de Jeanne Herry

## F
- Haut – A
- B
- C
- D
- E
- F
- G
- H
- I
- J
- K
- L
- M
- N
- O
- P
- Q
- R
- S
- T
- U
- V
- W
- X
- Y
- Z

- Frasne
  - 1997 : Post coïtum, animal triste de Brigitte Roüan[10]

## G
- Haut – A
- B
- C
- D
- E
- F
- G
- H
- I
- J
- K
- L
- M
- N
- O
- P
- Q
- R
- S
- T
- U
- V
- W
- X
- Y
- Z

- Gilley
  - 1973 : Les Granges Brûlées de Jean Chapot[6]

## J
- Haut – A
- B
- C
- D
- E
- F
- G
- H
- I
- J
- K
- L
- M
- N
- O
- P
- Q
- R
- S
- T
- U
- V
- W
- X
- Y
- Z

- Jougne
  - 2011 : Poupoupidou de Gérald Hustache-Mathieu[11]

## L
- Haut – A
- B
- C
- D
- E
- F
- G
- H
- I
- J
- K
- L
- M
- N
- O
- P
- Q
- R
- S
- T
- U
- V
- W
- X
- Y
- Z

- La Longeville
  - 1974 : Le Crime de l'Orient-Express de Sidney Lumet[12]

- Le Bizot
  - 2002 : Monsieur Batignole de Gérard Jugnot[13]

- Les Fins
  - 2002 : L'Adversaire de Nicole Garcia

- Les Fourgs
  - 1985 : No Man's Land de Alain Tanner[14]
  - 2011 : Poupoupidou de Gérald Hustache-Mathieu[11]

- Les Gras
  - 2002 : Monsieur Batignole de Gérard Jugnot[13]

- Lods
  - 1982 : La Truite de Joseph Losey[3]

## M
- Haut – A
- B
- C
- D
- E
- F
- G
- H
- I
- J
- K
- L
- M
- N
- O
- P
- Q
- R
- S
- T
- U
- V
- W
- X
- Y
- Z

- Malbuisson
  - 2011 : Poupoupidou de Gérald Hustache-Mathieu[11]

- Métabief
  - 1968 : Mayerling, de Terence Young[15]

- Montbéliard
  - 1997 : Nettoyage à sec, d'Anne Fontaine
  - 1999 : Nos vies heureuses, film français de Jacques Maillot

- Montbenoît
  - 1974 : Le Crime de l'Orient-Express de Sidney Lumet[12]
  - 1995 : Les Misérables de Claude Lelouch[16]
  - 2001 : Le Peuple migrateur de Jacques Perrin, Jacques Cluzaud et Michel Debats

- Montgesoye
  - 2008 : La Guerre des miss de Patrice Leconte[17]

- Morteau
  - 1999 : Mille bornes d'Alain Beigel
  - 2000 : Le Conte du ventre plein de Melvin Van Peebles
  - 2000 : À ciel ouvert court-métrage de Benjamin de Lajarte
  - 2002 : L'Adversaire de Nicole Garcia
  - 2002 : Monsieur Batignole de Gérard Jugnot[18],[13]
  - 2015 : Madame est bonne de Vincent Vitte

- Mouthe
  - 1961 : Le Miracle des loups d'André Hunebelle
  - 2006 : Avril de Gérald Hustache-Mathieu[19]
  - 2011 : Poupoupidou de Gérald Hustache-Mathieu[11]

- Mouthier-Haute-Pierre
  - 1972 : Les Feux de la Chandeleur de Serge Korber
  - 1982 : La Truite de Joseph Losey[3]
  - 2011 : Le Repaire de la vouivre d'Edwin Baily

## O
- Haut – A
- B
- C
- D
- E
- F
- G
- H
- I
- J
- K
- L
- M
- N
- O
- P
- Q
- R
- S
- T
- U
- V
- W
- X
- Y
- Z

- Orchamps-Vennes
  - 1999 : Mille bornes de Alain Beigel[8]

- Ornans
  - 1972 : Les Feux de la Chandeleur de Serge Korber
  - 1989 : Radio corbeau d'Yves Boisset
  - 1999 : Mille bornes de Alain Beigel[8]

- Osselle
  - 2001 : Dix-sept rue Bleue de Chad Chenouga[9]

## P
- Haut – A
- B
- C
- D
- E
- F
- G
- H
- I
- J
- K
- L
- M
- N
- O
- P
- Q
- R
- S
- T
- U
- V
- W
- X
- Y
- Z

- Pontarlier
  - 1962 : Le Septième Juré de Georges Lautner
  - 1968 : Mayerling, de Terence Young[15]
  - 1972 : Les Feux de la Chandeleur de Serge Korber
  - 1973 : Les Granges Brûlées de Jean Chapot[6]
  - 1983 : Garçon ! de Claude Sautet[20]
  - 1985 : No Man's Land de Alain Tanner[14]
  - 1989 : Radio Corbeau de Yves Boisset[21]
  - 1993 : La Soif de l'or de Gérard Oury
  - 1995 : Les Misérables de Claude Lelouch[16]
  - 2002 : L'Adversaire de Nicole Garcia

## V
- Haut – A
- B
- C
- D
- E
- F
- G
- H
- I
- J
- K
- L
- M
- N
- O
- P
- Q
- R
- S
- T
- U
- V
- W
- X
- Y
- Z

- Valdahon
  - 1991 : La Neige et le feu de Claude Pinoteau
  - 2006 : Les Fragments d'Antonin de Gabriel Le Bomin[22]

- Verrières-de-Joux (Les)
  - 2014 : Elle l'adore de Jeanne Herry

- Villers-le-Lac
  - 1999 : Mille bornes de Alain Beigel[8]

- Vuillafans
  - 1972 : Les Feux de la Chandeleur de Serge Korber
  - 2008 : La Guerre des miss de Patrice Leconte[17]
  - 2011 : Le Repaire de la vouivre d'Edwin Baily